# Fondazione Gosteli

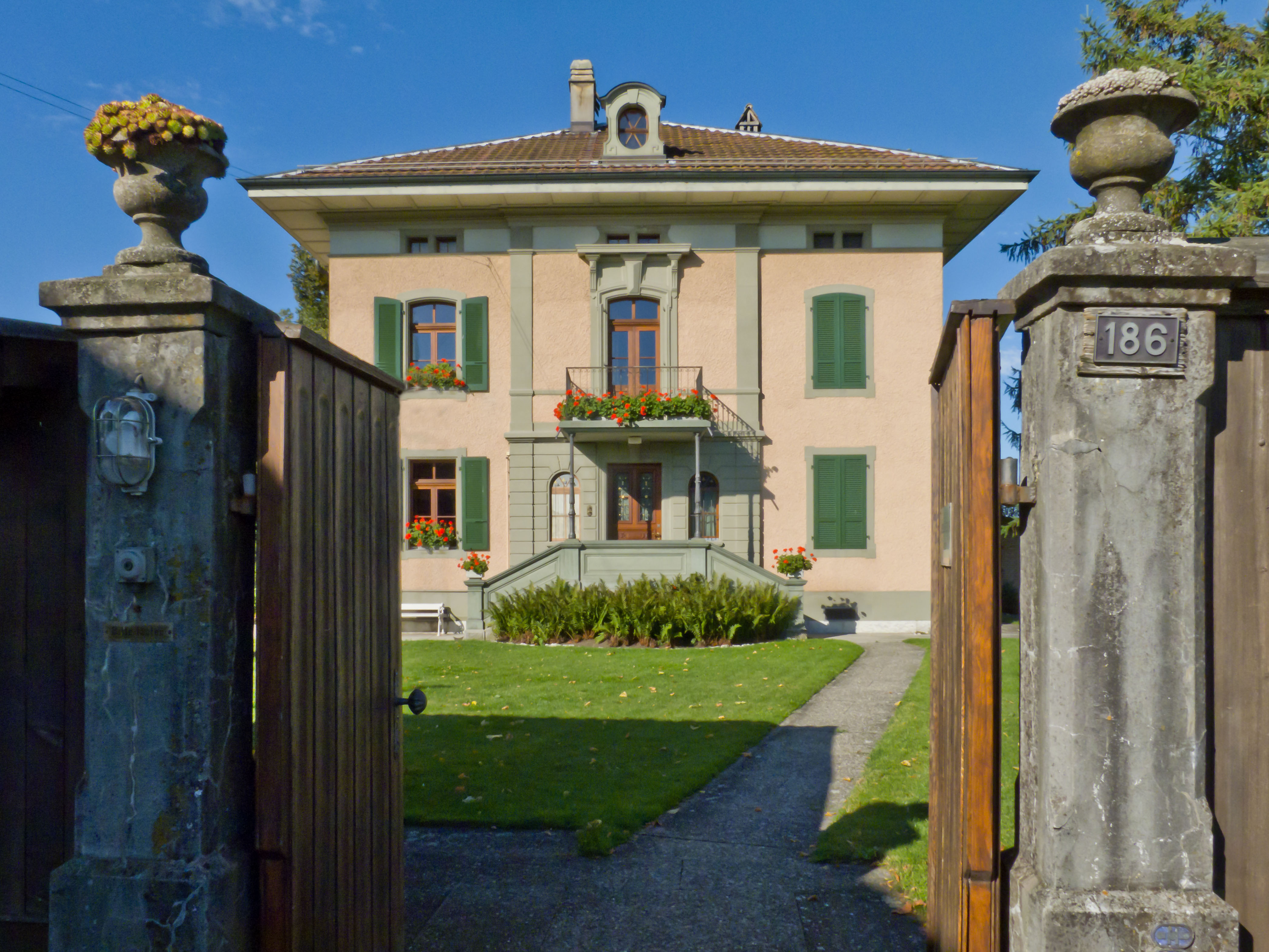
Fondazione Gosteli

La fondazione Gosteli (in tedesco Gosteli-Stiftung) è un'associazione svizzera che ha come obiettivo la raccolta della storia delle associazioni e del femminismo. Gli archivi conservati dalla fondazione sono sulla lista dei beni culturali di importanza nazionale.

## Collezione
L'archivio ha raccolto oltre 400 fondi, metà provenienti dagli archivi di organizzazioni di importanza locale o internazionale e metà da privati. L'archivio comprende inoltre:
- Periodici del movimento femminile
- Brochure riguardanti questioni femminili
- Materiale sulle professioni, il lavoro, il suffragio femminile, i congressi e le esposizioni di donne
- Dottorati di ricerca, tesi di licenza e di laurea e lavori scritti di seminario.
- Una collezione di riviste
- Articoli di giornale
- Portanti audio e video
- Una collezione biografica di donne Svizzere e straniere

## Distinzioni
Nel 2017, la fondazione riceve il «Premio della cultura» del Comune di Berna, dotato di un montante di 100.000 franchi svizzeri.